# Batracomorphus punctatus
Batracomorphus punctatus är en insektsart som beskrevs av Kirby 1900. Batracomorphus punctatus ingår i släktet Batracomorphus och familjen dvärgstritar. Inga underarter finns listade i Catalogue of Life.